# Hilton Universal City and Towers
Le Hilton Universal City and Towers est un gratte-ciel de 112 mètres de hauteur construit à Los Angeles en Californie aux États-Unis en 1989.
Il abrite un hôtel de la chaine Hilton.
Il est situé à Universal City, une propriété d'Universal Studios située dans la Vallée de San Fernando qui comprend le parc à thème Universal Studios Hollywood, un centre de loisir (Universal CityWalk), le Gibson Amphitheatre (concerts et autres évènements) et les studios de la compagnie.
C'est l'un des plus grands hôtels de Los Angeles.

## voir aussi
Liste des plus hauts immeubles de Los Angeles